# Jean Maugüé
 (décembre 2016).
Si vous disposez d'ouvrages ou d'articles de référence ou si vous connaissez des sites web de qualité traitant du thème abordé ici, merci de compléter l'article en donnant les références utiles à sa vérifiabilité et en les liant à la section « Notes et références ».
Pour les articles homonymes, voir Maugüe.
Jean Maugüé, né le 15 septembre 1904 et mort le 24 juillet 1990, est un philosophe français.

## Biographie
Fils du compositeur et violoniste Jules-Marie Laure Maugüé (1869-1953) et de la cantatrice Charlotte Esther Emilie Blin (1877-1949), il est admis en 1926 à l'École normale supérieure. Jeune agrégé, après une tentative dans la presse, il est nommé au lycée de Montluçon. 
En 1935, il est envoyé par le ministère des relations étrangères au Brésil avec Claude Lévi-Strauss et Pierre Monbeig en mission pour aider au développement de cours de sociologie, histoire, géographie et philosophie. Il obtient un poste en psychologie à l'université de São Paulo (USP).
Pendant cette période il étudie dans des revues brésiliennes divers thèmes relatifs à la philosophie, la psychologie mais aussi la peinture ou le cinéma français. Son influence sur la jeunesse brésilienne intellectuelle est profonde. Il rejoint en 1944 Alger, où il est nommé officier dans un régiment marocain et fait la campagne d'Alsace.
Après-guerre, il passe aux Affaires étrangères par le cadre latéral, est conseiller d'ambassade à Buenos Aires, consul de France à Thessalonique et à Toronto, puis à son retour, il enseigne la philosophie au Lycée Carnot. Formellement marxiste, il ne renia jamais le principe de la lutte des classes mais fut avant tout avant un philosophe humaniste et un critique d'art. Une chaire de l'université de São Paulo porte toujours son nom[réf. souhaitée].

## Publications
- Jean Maugüé, Les Dents Agacées, Paris, Buchet Chastel, 1982  (ISBN 2702014992 et 978-2702014998)